# Julien Van Schoubroeck
Julianus (Jos, Jozef of Julien) Josephus Van Schoubroeck (Herentals, 1 december 1819 - aldaar, 24 september 1895) was een Belgisch notaris, nijveraar en politicus.

## Levensloop
Van Schoubroeck groeide op in vooraanstaande textielnijverheidsfamilie te Herentals. De fabriek was gesticht door zijn vader (Joannes) en daarna overgedragen aan hem en zijn broer. Ook was zijn vader politiek actief.
Zelf werd hij ook politiek actief. In 1878 volgde hij Joannes de Limpens op als burgemeester van Herentals, een functie die hij uitoefende tot zijn dood. Hij werd in deze hoedanigheid opgevolgd door zijn zoon Eugène.  Ook was Van Schoubroeck werkzaam als notaris.